# Pansoul
Pansoul è l'unico album in studio del duo French house Motorbass, pubblicato nel luglio 1996 dagli stessi artisti tramite la loro etichetta Motorbass. Ripubblicato nel 2003 dalla Virgin, è considerato uno dei prodotti più importanti della musica elettronica francese, ed uno di quelli che meglio contribuì a creare il genere french touch.

## Accoglienza
| Recensione | Giudizio       |
| ---------- | -------------- |
| AllMusic   | [ 2 ]          |
| Uncut      | [ 3 ]          |
| Ondarock   | Pietra miliare |

Nella sua recensione pubblicata in occasione della ristampa del 2003, la rivista Uncut definì Pansoul «il punto di partenza per il movimento dance francese, e quindi uno degli album più importanti di quel decennio. Eppure gli spazi in cui si trovano le 10 tracce sono molto più oscuri di qualsiasi cosa che i Daft Punk o gli Air abbiano mai fatto.» Keith Farley di AllMusic lo descrisse come un «solido LP di retro-disco».

## Influenza
Pansoul venne posizionato al numero 59 della classifica di NME dei "100 album perduti che devi conoscere" e al 10 di quella di Spin magazine (che lo nominò «il disco più importante della French house») dei venti migliori album usciti per un'etichetta discografica Astralwerks.

## Tracce

### Different CD: DIF 001
Tutte le composizioni di Phillippe Zdar e Étienne de Crécy.
1. Fabulous – 6:10
2. Ezio – 8:39
3. Flying Fingers – 4:49
4. Les Ondes – 7:51
5. Neptune – 6:04
6. Wandence – 7:48
7. Genius – 5:50
8. Pariscyde – 7:06
9. Bad Vibes (D.Mix) – 5:18
10. Off – 0:56

1. Fabulous – 6:10
2. Ezio – 8:39
3. Flying Fingers – 4:49
4. Les Ondes – 7:48
5. Neptune – 6:03
6. Wan Dence – 7:51
7. Genius – 5:50
8. Pariscyde – 7:06
9. Bad Vibes (D.Mix) – 5:18
10. Off – 0:55

### Motorbass LP: MB 003
Lato A
1. Ezio – 8:39
2. Flying Fingers – 4:50

Lato B
1. Les Ondes – 7:51
2. Neptune – 6:01

Lato C
1. Wan Dence – 7:51
2. Genius – 5:50

Lato D
1. Pariscyde – 7:05
2. Bad Vibes (D.Mix) – 5:16